# テス川 (スイス)
テス川（テスがわ、Töss）は、スイスチューリッヒ州を流れる河川である。チューリッヒ高地（Zürcher Oberland）ヴァルト村の北東部にある、東のDägelschberg山（1,267 m (4,157 ft)）、西のヒュットップ山（Hüttchopf、1,231 m (4,039 ft)）、南のテスシュトック山（Tössstock、1,153 m (3,783 ft)）に囲まれたテスシャイディ（Tössscheidi、796メートル (2,612 ft)）でフォルダーテス川とヒンダーテス川が合流し始まる。
フォルダーテス川 ("前面のテス川"の意) は、シュヴァルツェベルク山（Schwarzeberg、1,293 m (4,242 ft)）とヘーヒハント山（Höchhand、1,314 m (4,311 ft)）に源を発し、テスシュトック山を西に迂回しながら北に流れテスシャイディに至る。
もう一つの源流であるヒンダーテス川 ("背面のテス川"の意) は、シンデルベルクヘーヒ山（Schindelberghöchi、1,234 m (4,049 ft)）、シンデレック山（Schindelegg、1,265 m (4,150 ft)）、Rossegg山 (1,254 m (4,114 ft))、ハブリュティシュピッツ山（Habrütispitz、1,274 m (4,180 ft)）、ヘーヒハント山で囲まれた谷に源を発し、テスシュトック山の北側を西に流れテスシャイディで合流する。
テス川は北に流れ、テスタール（Tösstal、英語ではテスバレー）と呼ばれる谷にあるシュテク・イム・テスタール地区で西に曲がり、さらにバウマを過ぎた後、北に転じる。トゥルベンタール村の西側で再び西に曲がり、さらに不規則な流れとなる。
都市ヴィンタートゥールの南西に隣接するトス地区を流れ、オイラッハ川（Eulach）を合わせると、西北西におよそ11キロメートル (6.8 mi)ほど先のトイフェン（Teufen）とエーグリーザウ（Eglisau）の境界にある大きく蛇行するライン川の南側の湾曲部分「テセック」でライン川に合流する。